# Västerås SK
Västerås SK es un equipo de fútbol de Suecia de la ciudad de Västerås. Fue fundado el 29 de enero de 1904 y desde 2025 jugara en la Superettan, segunda división del fútbol sueco.

## Historia

### Origen
Västerås SK se fundó el 29 de enero de 1904. El fundador fue Krispin Svärd, de 17 años, que habló con algunos amigos sobre la posibilidad de fundar un club deportivo. Se puso un aviso en la tabaquería de Viktor Olsson en Köpmangatan y la respuesta fue excelente. La reunión contó con tanta asistencia que el iniciador de 17 años tuvo que conformarse con un asiento afuera, en la escalera. Sin embargo, fue elegido primer tesorero del club. El primer presidente del club fue Ivar Andersson. 

### Primeros años
Durante los primeros años, faltaba una buena oposición en el área inmediata, aparte del IFK Västerås, que se formó unos años antes. Durante el año de estreno, los clubes se enfrentaron casi exclusivamente entre sí, y el periódico Nordiskt Idrottslif escribió en 1906 que "en 1904 se jugaron varios partidos, de los cuales el club deportivo ganó la mayoría" .  Luego siguieron varios años en los que el club jugó contra equipos locales en la serie de la Allsvenskan.

### Cuatro temporadas en la Allsvenskan: 1955-1957, 1978 y 1997
Ha jugado en la Allsvenskan un total de cuatro temporadas a lo largo de su historia. Dos de ellas, en 1977 y 1996, fue el apasionado Lennart "Liston" Söderberg quien llevó al club a la primera división.

### SigloXXI
El Västerås SK jugó en la Superettan desde el inicio de la serie en 2000. Después de diez años en la segunda división, el club tuvo una temporada menos exitosa en 2005 y terminó penúltimo, lo que lo llevó al descenso a la nueva división 1. Antes del comienzo de la temporada 2008, el equipo abandonó el antiguo estadio Arosvallen y se trasladó al recién construido Hitachi Energy Arena. Después de cinco temporadas en la División 1 Norte, el equipo finalmente ganó la liga y ascendió de nuevo a la Superettan para la temporada 2011. La estancia en la Superettan duró poco y el club terminó en el puesto 15, lo que significó que descendió a División 1 nuevamente.
Después de varios años en la división 1, el club finalmente pudo volver a subir a la Superettan para la temporada 2018. En la temporada 2019 el equipo terminó en el décimo lugar y en la temporada 2020 terminó en el séptimo lugar. En la temporada 2021 no pudieron repetir la actuación del año anterior, cuando el equipo terminó en el duodécimo lugar.
Durante la temporada 2022, el equipo tuvo un mejor desempeño y terminó noveno en la Superettan. Aunque esto no fue una mejora dramática con respecto al año anterior, demostró que el equipo todavía tenía la capacidad de competir contra otros equipos fuertes de la liga. En la temporada 2023, Vasteras SK tuvo una gran temporada, ganó la Superettan y en 2024 avanzó a la Allsvenskan por primera vez desde 1997.
En la temporada 2024 quedó colista de la Allsveskan y descendió.